# De vita contemplativa
Sobre la vida contemplativa (latín: De vita contemplativa; griego: Περί βίου θεωρητικού) es un tratado del filósofo judío Filón de Alejandría que describe el modo de vida y las observancias religiosas de un grupo de ascetas judíos de diverso origen; pero concentrados en las inmediaciones del lago Mareotis, en Egipto.
Según Filón, estos ascetas viven aisladamente y dedican seis días de la semana a la contemplación y al estudio de sus textos sagrados. El séptimo día está dedicado a la congregación, en que el líder del grupo expone la interpretación alegórica de un pasaje de la Biblia. Cada siete semanas tiene lugar una celebración especial, que comienza con una comida comunitaria austera, acompañada de la lectura e interpretación de las escrituras. Tras la comida, la asamblea canta salmos en estilo antifonal. La reunión finaliza con una representación coral del festival triunfal que los hebreos llevaron a cabo tras el cruce del mar Rojo narrado en el Éxodo. Tras la plegaria, los ascetas regresan a su vivienda particular.
Filón muestra esta vida como un ejemplo de vida dedicada a la contemplación (βίος θεωρητικός). Sus practicantes son "contemplativos" (θεραπεύται).
La tradición patrística consideró a estos contemplativos como una forma temprana u oculta del monacato cristiano.